# Broit un ehre
Broit un ehre ( en yidis: ברויט און עהרע‎  que significa "Pan y Honor") fue un periódico quincenal laborista sionista publicado en lengua yiddish que se editó en  Argentina entre los 1909 y 1910.
Este periódico fue lanzado a finales de 1909 y era publicado por el núcleo local Poale Zion, el movimiento sionista socialista que se había iniciado en los círculos de trabajadores rusos a finales del siglo XIX, y que en Argentina se había iniciado en 1907 con la llegada de inmigrantes judíos que adherían a este movimiento.
Pinie Katz se desempeñó como editor de Broit un ehre y León Jazanovich como su director. Jazanovich era un conocido líder de Poale Zion, que había arribado a la Argentina en julio de 1909.Luego de su llegada al país, comenzó a dar conferencias públicas, en las que cobraba entrada, para financiar la publicación de Broit un Ehere.
Durante su año de vida, sólo se publicaron siete números de Broit un ehre, pero la publicación se destacó por ser una de las más prestigiosas del movimiento Poale Zion. 